# Speciální XXII. čarodějnický díl
Speciální XXII. čarodějnický díl (také známý pod neoficiálním názvem Speciální čarodějnický díl XXII, v anglickém originále Treehouse of Horror XXII) je 3. díl 23. řady (celkem 489.) amerického animovaného seriálu Simpsonovi. Scénář napsala Carolyn Omineová a díl režíroval Matthew Faughnan. V USA měl premiéru dne 30. října 2011 na stanici Fox Broadcasting Company a v Česku byl poprvé vysílán 26. dubna 2012 na stanici Prima Cool.

## Děj
Díl je rozdělen na tři části: Skafandr a větry (The Diving Bell and the Butterball), Nedster (Dial D for Diddly) a Avatbart (In the Na'Vi).

### Úvod
Líza v převleku za saxofon, Bart v převleku za kosmonauta a Maggie v převleku za vetřelce se vrací z halloweenské koledy. Mají hodně sladkostí, ale Marge jim v převleku za čarodějku všechny vezme a vymění za zubní hygienu. Ráno pošle Homera, aby sladkosti poslal vojákům do zámoří. Varuje ho, aby je nejedl. On ale neodolá a jede do pouště na „Horu mlsání“. Na vrchol se vydá pěšky, ale cestou spadne do rokle. Když dopadne na dno, na ruku mu spadne velký kámen, takže s ní nemůže pohnout. Kousek vedle něj spadl pytel se sladkostmi, ale nedosáhne na něj. Telefonem si zavolá záchranku, která tam má být do 20 minut. On ale tolik času bez těch sladkostí nevydrží. Rozhodne si tedy ukousat ruku. Splete se a ukousne si volnou ruku, pak nohu a až na třetí pokus tu zaklíněnou ruku. Když rozdělá pytel, zjistí, že je plný zeleniny. Je v něm i vzkaz dětí, které doma mlsají sladkosti.

### Skafandr a větry
Příběh začíná u Homera z jeho vlastního pohledu. Nemůže se pohnout a přijde za ním rodina. Je prý celý ochrnutý, nemůže ani mluvit. Poslední, co si pamatuje, je den, kdy zdobil dům na Halloween. Do krabice s dekoracemi vlezl jedovatý pavouk, který ho kousnul. Večer se Líza rozhodne přečíst Homerovi knihu Bratři Karamazovi. Jeho to ale moc nudí, a tak si prdne. Líza přijde na to, že dokáže prdět podle potřeby. To znamená, že může komunikovat. Jednou pozoruje na zahradě západ slunce, když ho znovu kousne pavouk.

### Nedster
Ned Flanders se projíždí městem v autě a stěžuje si na mizerné podmínky ve Springfieldu. Celý úvod příběhu se nese ve stylu úvodní znělky seriálu Dexter. Vždy se to ale nějak obrátí v dobro. Na konec ale Ned vhazuje rozřezanou mrtvolu v pytli do moře.
Jednou v noci pan Burns vyklopí náklad radioaktivního odpadu do jezera. Ned ho přitom pozoruje. Vysvětluje, že dlouho si myslel, že vražda je hřích, ale pak mu jeho Pán dal nové instrukce. Nějaký hlas mu pak řekne, ať pana Burnse zabije. Hned v první chvíli je jasné, že se jedná o Homerův hlas. Ned neváhá a Montgomeryho okamžitě zabije a mrtvolu hodí do jezera. Mezi jeho další oběti patří Haďák a Levák Bob. Homer mu poté přikáže zabít Patty a Selmu. Ned mu odporuje, ale Homer ho uzemní. Druhý den je skutečně obě zabije. Ned ale brzy Homerovu lež prokoukne. Stěžuje si, že skončí v pekle. Homer mu chce vymluvit, že žádné peklo a ani Bůh není. Chce mu to dokázat tím, že spálí Bibli. V tom ale Bůh utrhne střechu jeho domu a Homera uškrtí. Když tam přijde Marge, tak to Bůh svede na Flanderse. Pak se tam zjeví ďábel a poručí Bohu, aby mu uvařil kávu. Když už si Ned říká, že horší to být nemůže, tak se tam zjeví Maude, která má s ďáblem milostný poměr.

### Avatbart
Šáša Krusty je velitel vojáků na cizí planetě. Jejich cílem je pro něj získat Srandárium. Pokud se rozpráší do publika, tak se pak směje čemukoliv. Plukovník vybere Barta jako zvěda, který má najít Srandárium. Líza přenese jeho vědomí do avatara. Avatar vypadá jako Kang a Kodos.
S Milhousem se vydají do pralesa. Když Barta začne jíst banán, zachrání ho jeden domorodec. Vyjde najevo, že je to žena a jmenuje se Kavala. Bart a Kavala a spolu stráví noc a ona otěhotní. Ona ho seznámí s jejími rodiči.
Rodiče berou Kavalu pro Srandárium a Bart s Milhousem jdou s nimi. Srandárium je obsaženo v posvátných výměšcích jejich královny. Milhouse nahlásí svou pozici. Vojáci na ně začnou útočit, ale příroda je ochrání. Zvířata všechny vojáky zaženou a po bitvě se Bart přizná Kavale, že to hrál na obě strany. Kavala říká, že kdyby si o Srandárium řekli, prostě by jim ho dali.

### Závěr
Na konec přijde Líza ve svém převleku a oznámí, že začínají vánoční nákupy. Radí lidem, aby napumpovali do skomírajících ekonomik peníze, které nemají. Hlavně si prý nemají vyrábět dárky sami.

## Produkce
Díl napsala Carolyn Omineová a režíroval jej Matthew Faughnan. V epizodě hostovali Jackie Mason a Aron Ralston, o němž byl natočen film 127 hodin. Mason má v Simpsonových opakující se roli rabína Hymana Krustofského, který je otcem Šáši Krustyho. Jak je u většiny Speciálních čarodějnický dílů tradicí, i v této epizodě se v titulcích objevilo použití „strašidelných“ jmen, což znamená napsat alternativní jména herců a členů štábu „strašidelným“ způsobem. Ralston přišel s vlastním strašidelným jménem do titulků, které znělo Aron „I gave my right arm to be on 'The Simpsons' “ Ralstump.
V této epizodě byl poprvé ze všech Speciálních čarodějnických dílů pro hudební narážky použit skutečný theremin. Předtím měl seriál problémy sehnat hráče na theremin, který by mohl pracovat v časových limitech seriálu. Místo toho seriál používal klávesy syntezátoru, které hrály sampl thereminu – k velké nelibosti tvůrce Matta Groeninga. Situace se obrátila, když byla napsána scéna v díle Střihoruký Homer, ve které hrál Milhouse na theremin. Nyní musel štáb najít vhodného hráče na theremin a pro tuto epizodu, stejně jako pro Speciální XXII. čarodějnický díl, byl najat Charles Richard Lester.

## Kulturní odkazy
Úvodní část obsahovala mnoho parodií a odkazů na filmy. V úvodu je rodina Simpsonových oblečena na Halloween. Maggie zde vykoukne z Bartova astronautského obleku, oblečená jako mimozemšťan, což je odkaz na film Vetřelec z roku 1979. Homer je oblečen jako doktor Manhattan ze superhrdinského filmu Strážci – Watchmen z roku 2009. Během prostřední části se objevuje parodie na film Psycho z roku 1960, protože je použita stejná hudba a podobné scény (např. reverend Lovejoy, který si Homera prohlíží v autě). V závěru části přechází ve parodii na film 127 hodin z roku 2010, ve kterém Ralston přijde o ruku poté, co je uvězněn pod skálou. Ralston namluvil hlas dispečera záchranné služby, kterému Homer volá, když je uvězněn.
Část Skafandr a větry byla satirou na francouzský film z roku 2007 Skafandr a motýl, ve kterém se ochrnutý muž naučí komunikovat pomocí pohybů víček, Homer místo pohybů víček komunikuje pomocí větrů. Pasáž se rozjela jiným směrem, když Homera kousl další pavouk a proměnil se v ochrnutého Spider-Mana s obrácenými barvami, který se houpe po Springfieldu a bojuje se zločinem. Část rovněž odkazuje na muzikál Spider-Man: Turn Off the Dark, jenž byl sužován jevištními poruchami a jeho účinkující občas zůstávali viset ve vzduchu. Kvůli mnoha nehodám se při práci na muzikálu zranilo pět lidí.
Poslední dvě části byly také parodií na populární kulturu. Nedster obsahoval různé odkazy na televizní seriál Dexter a jeho titulní postavu, kterou má představovat Ned Flanders, když se vydá na vražednou dráhu. Hudba v části je původní hudbou z hlavního titulního tématu Dextera od Rolfe Kenta, ačkoli název odkazuje na Vraždu na objednávku. Dva z cílů, Patty a Selma Bouvierovy, byly zabity podobným způsobem jako Kojot Wilda. Avatbart byl parodií na film Avatar z roku 2009. V závěru Kang a Kodos zmiňují, že „neexistuje slovo ‚tvůj‘ nebo ‚můj‘ “, což je důvod, proč se jim nelíbí film z roku 1968 Tvoje, moje a naše.

## Přijetí

### Vysílání
Díl se původně vysílal na stanici Fox ve Spojených státech 30. října 2011, noc před halloweenem. Datum vydání bylo pro Speciální čarodějnický díl neobvyklé, protože od doby, kdy Fox získal práva na play-off Major League Baseball, se většina halloweenských speciálů vysílala v prvním listopadovém týdnu. Od roku 1999 je to teprve podruhé, co Fox odvysílal Speciální čarodějnický díl v říjnu – v roce 2009 se vysílal téměř dva týdny před halloweenem. Major League Baseball se rozhodla přesunout Světovou sérii 2011 dříve než v předchozí sezóně, takže se v listopadu nehrály žádné zápasy, takže 30. říjen zůstal volný a Fox mohl v tento den odvysílat Speciální XXII. čarodějnický díl. Když se web The Wrap zeptal showrunnera seriálu Ala Jeana, zda je spokojen s vysíláním v noci před halloweenem, Jean odpověděl: „Ano, halloween je vlastně špatný den pro vysílání, protože ten večer se nikdo nedívá na televizi. Zvlášť pokud mají děti. Takže 30. října je náš halloween. Lidé se na to mohou dívat a pak jít ještě další večer ven.“.
Epizodu během prvního vysílání sledovalo přibližně 8,10 milionu diváků, v demografické skupině dospělých ve věku 18–49 let získala rating Nielsenu 4,0 a 10% podíl na publiku, což byl 33% nárůst oproti předchozí epizodě Bartův nový hrdina. Simpsonovi se ten večer stali nejlépe hodnoceným pořadem v rámci bloku Animation Domination stanice Fox jak z hlediska sledovanosti, tak v demografické skupině diváků ve věku 18–49 let. Skončil před Griffinovými, Cleveland show a premiérou seriálu Allen Gregory. Po přenosu fotbalového zápasu NFL mezi Dallas Cowboys a Philadelphia Eagles na stanici NBC byli Simpsonovi nejsledovanějším pořadem večera v demografické skupině 18–49. V týdnu od 24. do 30. října 2011 skončili Simpsonovi na 14. místě v demografické skupině 18–49, na čtvrtém místě v demografické skupině 18–34 a na třetím místě mezi dospívajícími.

### Kritika
Po odvysílání získal díl od kritiků smíšené hodnocení. Josh Harrison z Ology byl pozitivní a dílu udělil hodnocení 7 z 10, ale poznamenal, že dává přednost „epizodám, které obsahují delší, více zapojené dějové linie, než parodickým kolekcím“. Hayden Childs z The A.V. Clubu udělil epizodě hodnocení C+ a napsal: „Zdá se, že autoři nejsou ochotni zesměšnit pobuřující aspekty filmů, které posílají do háje, a spokojí se se slabým odpalováním zjevného. Některé vtipy se povedly, ale žádný nedopadl příliš solidně.“. Meredith Woernerová z io9 si myslí, že „tato celá věc nikdy nedosáhla stejné úrovně brilantnosti jako některé předchozí ročníky – i když byl kousek s Avatarem vtipný, viděli jsme už tolik parodií na Avatara, že je to unavující.“ Ještě kritičtější byla Blair Marnellová z CraveOnline, která epizodě udělila hodnocení 3 z 10. Poznamenala, že „neexistuje silnější argument pro ukončení Simpsonových než poslední Speciální čarodějnický díl“, a dále uvedla, že „je úžasné, jak krotkými se Simpsonovi za ta léta stali. Tento seriál býval svého času Městečkem South Park. Teď už jen ukazuje svůj věk a už to není ten cool televizní rebel, jakým býval.“ Alex Strachan v recenzi v Calgary Herald reagoval opačně a dospěl k závěru, že bychom měli „zanechat všech těch řečí o tom, že Simpsonovi už mají svá nejlepší léta za sebou. Na základě dnešního bystrozrakého a pronikavého Speciálního XXII. čarodějnického dílu – naštěstí vtipnějšího, rychlejšího a děsivějšího než loni – zbývá ve starém inkoustovém hrnci ještě hodně inkoustu.“.
První část, Skafandr a větry, se setkala se smíšenými reakcemi. Marnell parodii označil za „divoce nevtipnou“, zatímco Childs kritizoval proměnu Homera v ochrnutého Spider-Mana a prohlásil, že to „prostě není moc vtipné“. Tim Surette z TV.com byl rozporuplnější a řekl: „Tento skeč mi připadal úžasný a hrozný zároveň, protože mám vyspělost šestiletého dítěte a inteligenci průměrného muže.“. Odkazu na broadwayský muzikál Spider-Man: Turn Off the Dark si všimli producenti muzikálu. Ti reagovali prohlášením, které vydali následující den: „Všichni z muzikálu Spider-Man: Turn Off the Dark byli nesmírně polichoceni včerejší poctou v pořadu Simpsonovi. Simpsonovi jsou kultovní americkou institucí a být součástí včerejší epizody pro nás byla čest a splněný sen.“. Shodou okolností se v předchozí odvysílané epizodě Městečka South Park Broadwayské bratrování také objevila zmínka o muzikálu, ale mluvčí broadwayské show se k této epizodě nechtěl vyjádřit. Server Vulture díl označil za nejhorší Speciální čarodějnický díl vůbec, když uvedl: „Od vyčpělých parodií až po nemístné prdící vtipy (Homer dokáže komunikovat pouze prostřednictvím větrů; ze zadku mu také vystřelují pavučiny) jsou Skafandr a větry zatím nejhorší částí Speciálního čarodějnického dílu.“.
Ohlasy na Nedstera byly takové, že začal dobře, ale pak postupně upadal. Podle Marnellova názoru „nejlepší část celé epizody přichází ve chvíli, kdy Ned dělá svou běžnou rutinu tak, aby vypadala zlověstně, a přesto, když konečně zavře ruce, aby se pomodlil, drží ve skutečnosti pár useknutých rukou“, ale co se týče zbytku pasáže, je zklamán: „Když už se zdá, že část směřuje k nějakému temně vtipnému území, ukáže se, že hlasem Božím je Homer, který Neda nabádá, aby zavraždil své nepřátele.“. Ostatní recenzenti s jeho hodnocením souhlasili. Surette došel k závěru, že epizoda „startovala dobře, ale velmi rychle začala nudit“. Podobně Childs poznamenal, že „část slibovala hodně vtipného, ale začal rychle ochabovat a pak se potopil úplně“.
Velká část kritiky na adresu parodie na Avatara Avatbart směřuje k načasování epizody. Surette si myslel, že se jedná o „avatarovskou parodii, která přišla asi o dva roky pozdě. Tento skeč neměl žádné spásné vlastnosti a měl by být okamžitě vymazán z myslí všech fanoušků Simpsonových.“ Podobně Marnell poznamenal, že v epizodě „se Simpsonovi konečně dostali k parodování Avatara – filmu, jenž Městečko South Park a další seriály plně vytěžily před rokem nebo dvěma“, a dále upřesnil, že „je to téměř přímočaré převyprávění Avatara bez kousavé satiry, díky níž byly filmové parodie z předchozích let tak zábavné“. Obecně platí, že Speciální čarodějnické díly trvají štábu přibližně rok. Je to proto, že musí udělat mnoho originálních návrhů, jako jsou postavy a pozadí. Před odvysíláním epizody Jean prozradil, že štáb již pracuje na Speciálním čarodějnickému dílu XXIII.
Na 39. ročníku udílení cen Annie vyhrála Caroline Omineová za práci na tomto dílu v kategorii scénář v televizní produkci.